# Moisés Jinich
Moisés Jinich (15 de diciembre de 1927 – 2 de marzo de 2015) fue un futbolista mexicano. Fue seleccionado nacional durante la Copa Mundial de Fútbol de 1954, jugando solamente durante las Eliminatorias para la Copa Mundial de la FIFA en el partido contra Estados Unidos (0-4). Vistió la camiseta del Club de Fútbol Atlante.

## Participaciones en Copas del Mundo
| Mundial                        | Sede  | Resultado    |
| ------------------------------ | ----- | ------------ |
| Copa Mundial de Fútbol de 1954 | Suiza | Primera Fase |